# Transcendental Highway
Transcendental Highway è il quinto album in studio da solista del cantante australiano Colin Hay, pubblicato nel 1998.

## Tracce
1. Transcendental Highway – 5:49
2. Don't Believe You Anymore – 3:56
3. My Brilliant Feat – 5:48
4. Goodbye My Red Rose – 3:32
5. If I Go – 4:27
6. I'm Doing Fine - 4:59
7. Wash It All Away – 3:24
8. Cactus – 4:43
9. Death Row Conversation – 4:55
10. I'll Leave the Light On – 4:39
11. Freedom Calling – 5:05
12. I Just Don't Think I'll Ever Get Over You – 5:19